# Carlos Nicola
Carlos Daniel Nicola Jaumandreu (Montevidéu, 3 de janeiro de 1973) é um ex-futebolista uruguaio que jogava como goleiro.

## Carreira
Iniciou a sua carreira no Nacional, em 1995. Seu desempenho levou Nicola a ser contratado pelo San Lorenzo em 1998, mas sua passagem pela equipe argentina foi um fiasco: disputou apenas um jogo.
Frustrado, Nicola retornou ao Nacional em 1999, mas enfrentou dura concorrência com Gustavo Munúa, tendo atuado em seis partidas. Ainda disputaria partidas por Atlético Paranaense (onde foi campeão brasileiro em 2001, Independiente Medellín e Deportivo Maldonado, onde obteve destaque.
Chegou ao fundo do poço entre 2004 e 2005, quando foi contratado pelo Municipal, mas nunca recebeu oportunidades de atuar pela equipe guatemalteca.
Nicola retornou ao Uruguai no mesmo ano de 2005 para jogar pelo Bella Vista, e se aposentaria dos gramados em 2007, atuando pelo Liverpool de Montevidéu.

## Seleção
Nicola teve poucas aparições pela Seleção Uruguaia (quatro partidas entre 1996 e 1997). Esteve presente na Copa das Confederações de 1997, como reserva de Claudio Flores. Jogou uma partida contra a África do Sul.